# Walter Schmiele

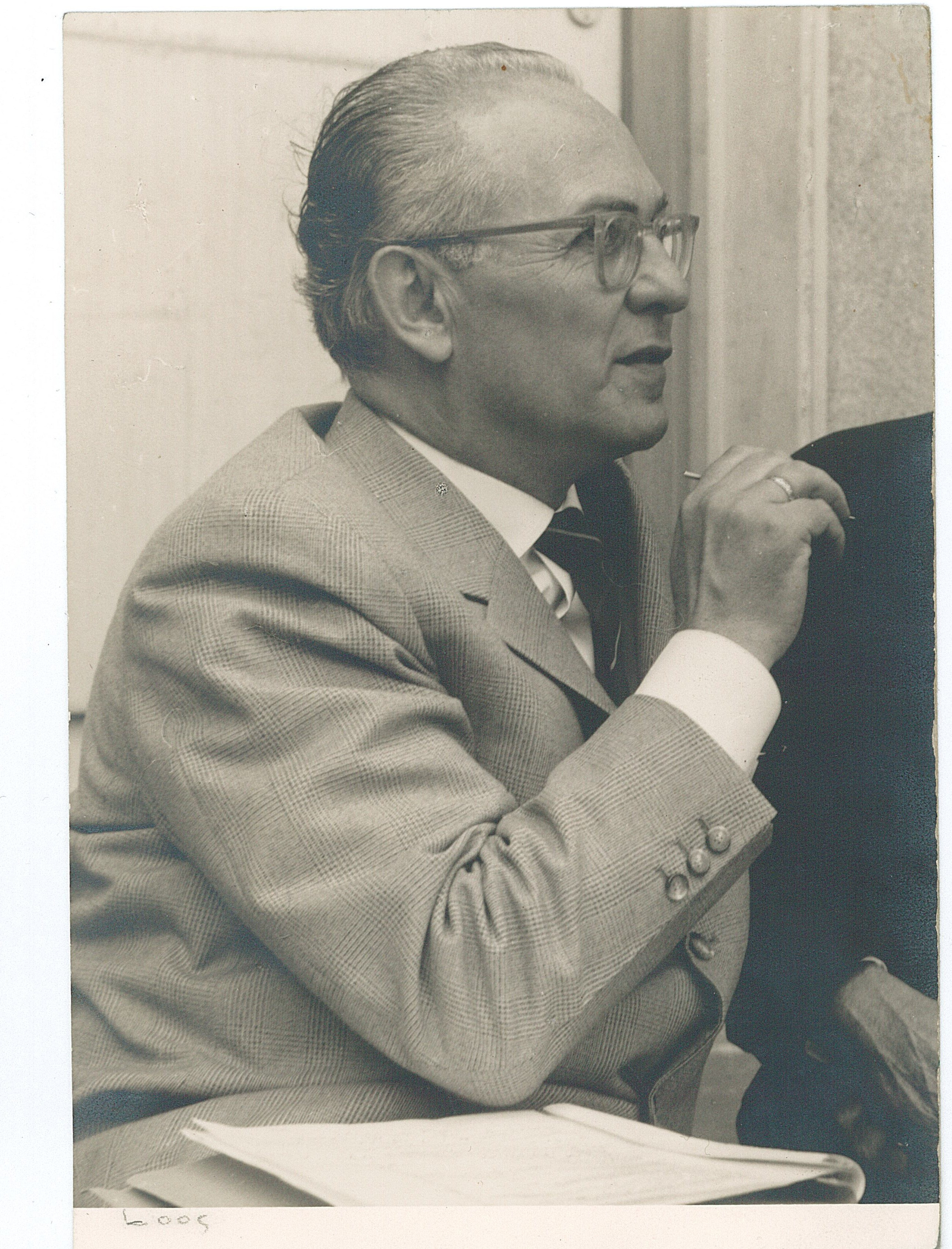
Walter Schmiele (1909–1998), deutscher Schriftsteller und Übersetzer

Walter Schmiele (* 12. April 1909 in Swinemünde; † 21. Oktober 1998 in Darmstadt) war ein deutscher freier Schriftsteller und Übersetzer.

## Leben
Walter Schmiele wurde als Sohn des Reichsbahnbeamten Max Schmiele und dessen Frau Ottilie, geb. Klug, in Swinemünde geboren. Er wuchs in Frankfurt am Main auf, studierte dort sowie in Heidelberg, Wien und Rostock Germanistik, Philosophie und Geschichte, es folgte die Dissertation in Frankfurt am Main über Das genrehafte Element bei Theodor Storm. Zu seinen Lehrern gehörten Friedrich Gundolf, Karl Jaspers, Paul Tillich, Karl Mannheim und Ernst Kantorowicz. Schon in sehr jungen Jahren war er freier Mitarbeiter bei verschiedenen Zeitungen und ständiger Mitarbeiter bei der Frankfurter Zeitung bis zu ihrem Verbot im Jahr 1943. Er lebte seit 1940 in Darmstadt.
Nach dem Krieg arbeitete Walter Schmiele als Kritiker und freier Journalist für zahlreiche Rundfunkanstalten und Zeitungen, trat als Lyriker hervor (mehrere Lyrikpreise, vertreten in verschiedenen Anthologien,) sowie als Erzähler (vertreten zum Beispiel in der Reclam-Anthologie Deutsche Erzähler der Gegenwart, herausgegeben von Willi Richard Fehse, 1960). Schmiele veröffentlichte zahlreiche größere Essays und trat als Übersetzer von Lyrik und Prosa aus dem Englischen hervor; seine Übersetzung der Bekenntnisse eines englischen Opiumessers von Thomas De Quincey, von ihm mit einem ausführlichen Nachwort versehen, wurde vielfach wieder aufgelegt (zum ersten Mal bei Parzeller im Jahr 1947, 1962 bei Goverts, bei DTV 1965, 1982 bei Medusa in Wien und 2009 bei Insel).
In den 1950er Jahren rief Walter Schmiele für den Hessischen Rundfunk die Sendereihe Vom Geist der Zeit ins Leben, für die er selbst zahlreiche Beiträge schrieb. 1951 bis 1953 war er Redakteur der Neuen literarischen Welt. Von 1956 bis 1962 war er Generalsekretär des PEN-Zentrum Deutschland und organisierte 1959 den internationalen P.E.N.-Kongress. Seine 1961 erschienene Monographie über Henry Miller (rororo) erlebt bis heute zahlreiche Auflagen und wurde in viele Sprachen übersetzt, darunter ins Französische, Japanische und Niederländische. 1990 gab Schmiele in der Reihe Darmstädter Schriften eine Sammlung von „Edschmid-Texten“ heraus (Kasimir Edschmid, Essay – Rede – Feuilleton), die er mit einem Nachwort versah.

## Werke
- 1946: Unvergessliches Gesicht. Fünf Prosastücke
- 1949: Englische Dichtung deutsch.
- 1953: Psyche. Untersuchungen über das genrehafte Element bei Theodor Storm. (Zugl.: Frankfurt (Main), Diss., 1941).
- 1953: Englische Geisteswelt.
- 1954: Skandinavische Geisteswelt.
- 1954: Dichter über Dichtung.
- 1961: Stefan George.
- 1961: Henry Miller in Selbstzeugnissen und Bilddokumenten. Rowohlts Monographien. Rowohlt Taschenbuch Verlag, Rerinbek bei Hamburg 1961.
- 1963: Die Milch der Wölfin.
- 1963: Nietzsche: Der gute Europäer.
- 1963: Über Ernst Jünger.
- 1963: Über Karl Jaspers.
- 1963: Dandy und Provokateur.
- 1963: Zwei Essays zur literarischen Lage.
- 1964: Versuch einer Sinnbestimmung des modernen Irrationalismus.
- 1966: Zur Geschichte der Utopie.
- 1984: Poesie der Welt, Nordamerika.
- 1985: Poesie der Welt, England.
- 1990: Kasimir Edschmid, Essay – Rede – Feuilleton.
- 2010: Mit wenigen Strichen. Porträts und Glossen.

## Übersetzungen
- 1948: John Keats: „Hyperion“
- 1949: „Englische Dichtung deutsch“, von Blake bis Yeats
- 1947: Thomas De Quincey: „Bekenntnisse eines englischen Opiumessers“
- 1960: Ferlinghetti: „Sie“

## Auszeichnungen
- Lyrikpreis des Südverlags 1949
- Johann-Heinrich-Merck-Ehrung der Stadt Darmstadt 1979